# Bengalia gaillardi
Bengalia gaillardi är en tvåvingeart som beskrevs av Sourcouf och Guyon 1912. Bengalia gaillardi ingår i släktet Bengalia och familjen spyflugor. Inga underarter finns listade i Catalogue of Life.